# 詐騙園區

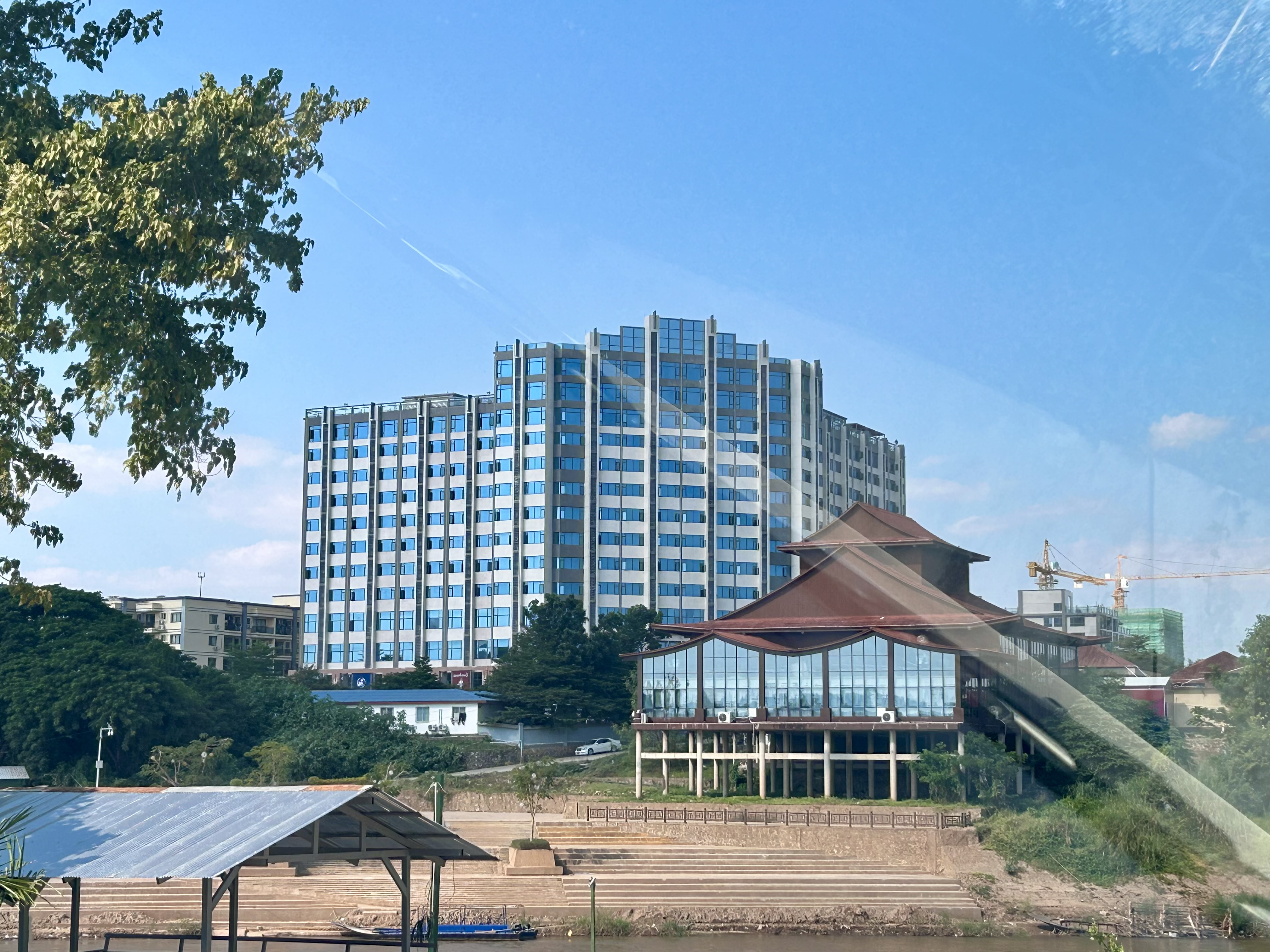
缅甸水沟谷诈骗中心

詐騙園區或詐騙營，又稱電詐園區，是指一個旨在進行電信詐騙及網絡詐騙的特定大型地區。一個詐騙園區所需的電信設備、文件偽造工具等等，可由多間詐騙公司及犯罪集團共用，除詐騙工作所需要的辦公室外，園區通常也有提供其他一切生活物資所需的設施與保障，如宿舍、餐廳、商店、超級市場等。
一些詐騙園區會以欺詐及人口販賣的方式招人，並進行強迫勞動強迫受害人詐騙，以及強迫學習詐騙相關知識及手法。有些詐騙園區會在網上以較廉價旅行團或旅行社為名，欺騙及招攬受害人，受害人一旦抵達當地，便會強迫受害人加入詐騙園區進行詐騙。部分詐騙園區人員會向受害人提供免費毒品，並強迫受害人吸毒，令其染上毒癮。在受害人染上毒癮後，由於無法繳付高昂的毒品費用，即使獲救，因擔心無法獲取及支付高昂的毒品費用，因而不願離開園區，從而繼續在園區進行詐騙工作。
緬甸撣邦果敢和小勐拉是地區電詐中心，有亨利集團、百勝集團公司、蒼勝集團、鑫百利公司、福利來集團等團夥，及這些團夥盤踞的臥虎山莊等園區。克伦邦的妙瓦底也是電詐中心，有KK園區 、泰昌園區等。柬埔寨的西哈努克市（含皇樂園區）、波贝市、菲律賓的帕賽市、老挝金三角经济特区均是電詐團夥活躍的地區。阿联酋迪拜 、泰國、格鲁吉亚巴统、科威特 等多過亞洲國家及美國也存在類似情況 ，在東南亞跨國人口販賣中，香港也被列入為高風險地區，呼籲求職者不要前往當地工作。
據聯合國在2023年發表的報告中估計，全球最少有22萬人被困於詐騙園區，被逼從事詐騙工作。聯合國的報告指出，被誘拐參與網絡詐騙活動的人有不少具有良好教育背景，從事專業工作，或擁有大學學位，甚至碩士學位，精通電腦和多種語言。有報導指出，有些詐騙園區會先騙受害人到先進發達且低犯罪率的地区，如新加坡、杜拜或香港工作，待工作一段時間後，便以升職或其他理由，「升職」轉送至泰國等國家，作為中轉站，然後再轉送至緬甸的詐騙園區工作。
部分詐騙園區會用手銬和腳銬鎖上詐騙工作者，令詐騙工作者一方面可以操作電腦之餘，也不能隨意移動身體。

## 国际反应

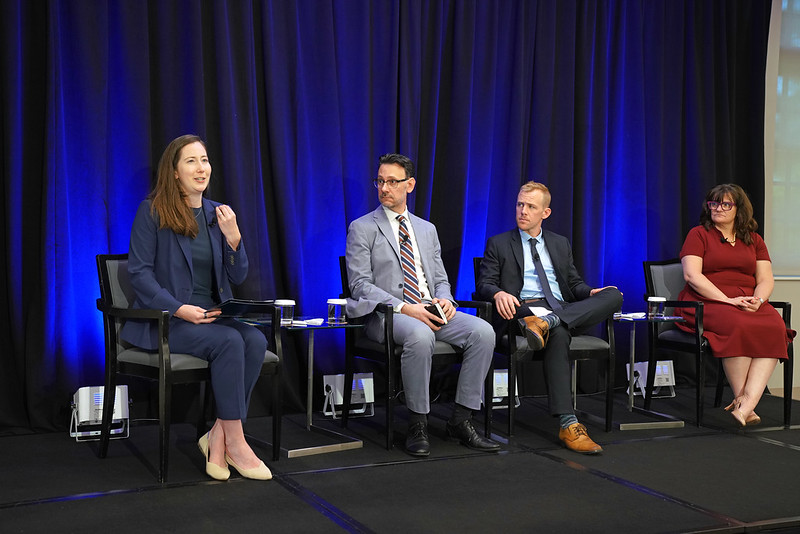
美国和平研究所讨论2024年工业规模的诈骗案

2023年11月，中国对与军政府结盟的明学昌及其家族的另外三名成员发出了逮捕令，指控他们参与了网络诈骗活动。明学昌后来自杀身亡。其他三人被缅甸当局抓获并移交给中国。
2024年8月，菲律宾移民工人部部长表示，菲律宾当局将“获取「老挝诈骗工厂」受害者的证词，以确定是谁在菲律宾招募了他们，并提起必要的指控。”